# سنگین
سنگین شهری‌است در ولایت هلمند افغانستان. سنگین پیرامون چهارده‌هزار تن جمعیت دارد. این شهر در درهٔ رود هیرمند جای‌گرفته و یکی از مراکز مهم در زمینهٔ تجارت تریاک در جنوب افغانستان می‌باشد. 